# Isola di Kozlov
L'isola di Kozlov (in russo Остров Козлова, ostrov Kozlova) è un'isola russa che fa parte dell'arcipelago dell'imperatrice Eugenia ed è bagnata dal mar del Giappone.
Amministrativamente appartiene alla città di Vladivostok, nel Territorio del Litorale, che è parte del Circondario federale dell'Estremo Oriente.

## Geografia
L'isola è situata 2,3 km a sud-ovest di capo Alekseev (мыс Алексеева, mys Alekseeva) sull'isola di Popov, e 2,2 km a nord-ovest dell'isola di Rejneke. Si trova circa 26 km a sud-ovest di Vladivostok. È bagnata dalle acque del golfo dell'Amur, ovvero la parte occidentale del golfo di Pietro il Grande.
Kozlov si estende da nord a sud per 540 m, e raggiunge una larghezza di 140 m. Il punto più alto si trova 40 m s.l.m.
La sponda orientale è più ripida di quella occidentale, dove si trovano diverse spiagge di ciottoli.
Nonostante le ridotte dimensioni, la superficie è coperta da un fitto bosco. Le uniche eccezioni sono lo spoglio lato nord e il promontorio roccioso nel sud.

## Isole adiacenti
- Isole Dva Brata (острова Два Брата, ostrova Dva Brata), due piccole isole a nord-ovest di Malyj.